# Harefossen

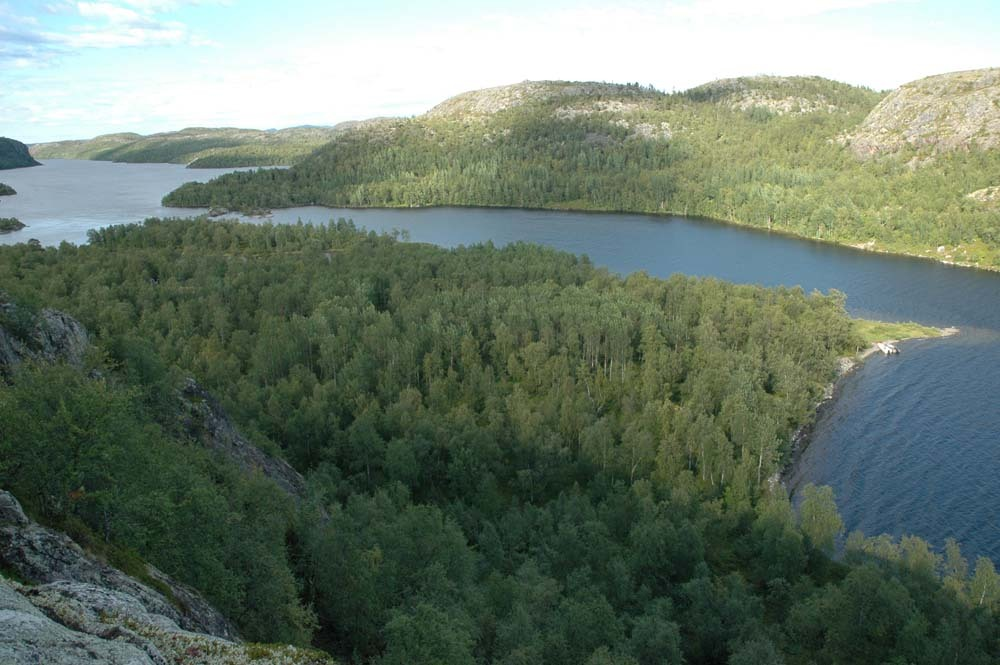
Harefossen. Bilen är tagen mot nordost på den norska sidan av gränsen.

Harefossen (ryska: Харефоссен, finska: Jäniskoski, nordsamiska: Njoammelcaskkas, kvenska: Jäneskoski) är en tidigare fors i Pasvikälven i Norge och Ryssland.
Forsen försvann i samband med byggandet av dammen till Borisoglebsks kraftverk. Före regleringen av älven var Harefossen känd som en bra fiskeplats för laxfiske.